# 11546 Miyoshimachi
11546 Miyoshimachi eller 1992 UM6 är en asteroid i huvudbältet som upptäcktes 28 oktober 1992 av de båda japanska astronomerna Kazuro Watanabe och Masayuki Yanai vid Kitami-observatoriet. Den är uppkallad efter den japanska staden Miyoshi.